# 君が落とした青空
『君が落とした青空』（きみがおとしたあおぞら）は、櫻いいよによる小説。通称は「きみあお」。
主人公の女子高生の目の前で同じ学校の彼氏が交通事故に遭ってしまい、気付くと何度も事故当日の朝に戻り、その日を繰り返す不思議な体験の中で、彼を必死に助けようとするタイムリープ・ラブストーリーを描く。
小説投稿サイト「野いちご」で2010年にケータイ小説として公開され、2022年2月までの閲覧数は600万回を超えている。2012年2月25日にデビュー作として、ケータイ小説文庫より刊行、2015年12月28日にスターツ出版文庫として新装版が刊行された。また、2021年12月20日に野いちごジュニア文庫版が刊行された。
野いちごでは「切ない小説ランキング」第1位を獲得し、2012年に書籍化されて以降、発行部数は2022年2月時点で23万部を記録している。
2022年2月18日に映画版が公開された。

## あらすじ
高校生の実結と修弥とは中学の時から付き合い始めて2年目になる。そんなある日、デートの途中で修弥に電話があり、用事ができたからとデートを中断して気まずい雰囲気で別れた直後、修弥が交通事故に遭ってしまう。
突然の事故に実結はパニックになるが、気が付くと、事故当日の朝に戻っていた。その後も何度も同じ日を繰り返していき、実結は何とかして修弥を救おうとするが、少しずつ起きる出来事は変えられても、修弥が事故に遭うという結末はいつも同じだった。それでも、同じ日を繰り返していく中で、修弥の隠された事実が少しずつ明らかになっていく。
7日目の朝を迎え、実結はまだ繰り返しがあったことに安心しながらも、今日が繰り返しの最後じゃないかと思い始めている。そして、修弥が助かることだけを望みながらも、もし今日が最後の日だとしても、笑顔で修弥と話をして一緒に笑い合い、大切に過ごしたいと思っている。

## 登場人物
実結（みゆ）
高校生。修弥とは中学の時から付き合い始めて2年目になる。
修弥とはよく映画デートをしているが、最近どこか気持ちがすれ違い不安を感じている。
修弥（しゅうや）
高校生。映画鑑賞が実結との共通の趣味。最近実結の笑顔が少なくなってきたことを心配している。
中学では実結と同じクラスで、実結との仲を冷やかされたことがきっかけで実結との交際が始まった。
佐喜子（さきこ）
高校生。実結とは同じクラスで中学からの友人。実結のことを何かと気にかけてくれる。
トモカ
修弥と同じクラスのふわふわの髪の女子。修弥とはファミレスでのバイト仲間で親しい。
バイト先の社員に告白し交際中。映画版では修弥に思いを寄せる設定になっている。
実結の母
繰り返す朝に、実結を起こして朝食にカレーを用意してくれる。

## 書誌情報
- 君が落とした青空（2012年02月25日発売、スターツ出版ケータイ小説文庫、ISBN 978-4-88381-646-0）
- 君が落とした青空（2015年12月28日発売、スターツ出版文庫、ISBN 978-4-8137-0042-5）
- 君が落とした青空（2021年12月20日発売、スターツ出版野いちごジュニア文庫、ISBN 978-4-8137-8031-1）

## 映画
2022年2月18日に公開された。監督はYuki Saito、主演は福本莉子と映画初出演の松田元太。櫻いいよの作品としては初の映画化となる。
キャッチコピーは、ティザービジュアルでは「私はまだ、君を知らなかった」、本ポスタービジュアルでは「同じ日を繰り返して、もっと君を好きになる」。
本作の撮影は千葉県内を中心に、栃木県宇都宮市、東京都内、横浜市などで行われた。「主なロケ地」参照。
公開初日の2月18日にTOHOシネマズなんばで公開記念舞台挨拶が行われ、地元が大阪の福本莉子が登壇した。翌2月19日にはTOHOシネマズ六本木ヒルズで舞台挨拶が行われ、福本莉子、松田元太、板垣瑞生、横田真悠、莉子、Yuki Saito監督が登壇した。全国100館の劇場に生中継されている。
モデルプレスが実施したウェブアンケートでモデルプレス読者が選ぶ「2022年1月～3月に公開されたおすすめの邦画」トップ10では、「1日1日を大切に生きようと思った」という声が数多く寄せられ、ランキング4位を獲得している。

### キャスト

#### 主要人物
水野実結（みずの みゆ）
演 - 福本莉子
主人公。高校3年。真っすぐで一生懸命。修弥とは付き合い始めて2年になる。
最近何かを隠しているような修弥の様子に、どこか不安を感じている。
篠原修弥（しのはら しゅうや）
演 - 松田元太（Travis Japan/ジャニーズJr.）
高校3年。サッカーが得意な学校の人気者。
実結に対してだけは不器用な一面もあるが、彼女のことを一途に想っている。
本山佑人（もとやま ゆうと）
演 - 板垣瑞生
高校3年。明るくお調子者。実結にひそかな恋心を抱き、彼女をそばで見守る。
映画版オリジナルキャラクター。
西村トモカ（にしむら トモカ）
演 - 横田真悠
高校3年。学校でも目立つ綺麗でアクティブな女の子。
修弥に想いを寄せており、物語の鍵となる。
丸井佐喜子（まるい さきこ）
演 - 莉子
高校3年。実結を一番近くで支える親友。
修弥との関係性に悩む実結の良き相談相手となる。
丸井和子（まるい よりこ）
演 - 松本若菜
実結の母親。早起きして制服にアイロンをかけてくれたり、手作りのお弁当を作ってくれていたりする。
3回目の繰り返しの時には実結が感謝の言葉を伝え、ゴミ出しを手伝っている。
※ 主要人物の役名の苗字は映画版オリジナル。原作では登場人物に苗字は記載されていない。

#### 葵学院高等学校
実結たちの通う高校。
小此木（おこのぎ）
演 - 矢柴俊博
実結のクラスの担任。英語のテストの点数が悪く、居残りとなった実結を励ます。
生徒
演 - 山下航平、大久保幸輝、高橋聖那、守谷菜々江、栗田望海、武イリヤ、加藤郁哉、久保由乃、前川歌音

#### その他
実結の足にすがりつく男児
演 - 城戸晴慶
走ってきて通学途中の実結の足にすがりつく。
男児の母親
演 - 城戸えりか
ティッシュを配る女性
演 - 須山亜里沙
朝、通学途中の実結に挨拶しながら、ホットヨガの販促ティッシュを配る。
3回目の繰り返しの朝には実結がティッシュを受け取り挨拶を返す。
お天気キャスター
演 - 山上友里江（声）、吉長優（声）
繰り返す11月1日の朝、テレビで天気（夕方から雷を伴う雨になる）のレポートをする。
占いのキャスター
演 - 木本景子（声）
3回目の繰り返しの11月1日の朝、テレビで本日の占いを放送する。
公園で遊ぶ子ども
演 - 山田暖絆（声）、数野日茉梨（声）
修弥に駆け寄る男性
演 - 岸宗太郎
1回目の繰り返しの時、事故に遭った修弥に駆け寄り声をかける。

### スタッフ
- 原作 - 櫻いいよ『君が落とした青空』（スターツ出版刊）
- 監督 - Yuki Saito
- 脚本 - 鹿目けい子
- 音楽 - 富貴晴美
- 主題歌 - まふまふ「栞」（A-Sketch）[32]
- 製作 - 小西啓介、鷲見貴彦、菊地修一、奥村景二、相馬信之
- 企画プロデュース - 大畑利久
- プロデューサー - 木村綾乃
- 共同プロデューサー - 高石明彦
- アソシエイトプロデューサー - 木村麻紀
- 撮影 - 花村也寸志
- 照明 - 志村昭裕
- 録音 - 久連石由文
- 美術 - 小林蘭
- 装飾 - 小林宙央
- 編集 - 古川達馬
- 衣装 - 佐久間美緒
- ヘアメイク - 細野裕之
- VFXスーパーバイザー - 古橋由衣
- スクリプター - 古保美友紀
- 音響効果 - 松浦大樹
- 助監督 - 牧野将
- 制作担当 - 真保利基
- 制作プロダクション - The icon
- 製作幹事・配給・宣伝 - ハピネットファントム・スタジオ
- 製作 - 映画「君が落とした青空」製作委員会（ハピネットファントム・スタジオ、ベンチャーバンクエンターテインメント、スターツ出版、日本出版販売、A-Sketch）

### 主なロケ地
千葉県成田市
- 公津の杜の「もりんぴあこうづ」…中学時代の修弥が雨の中、実結に傘を差しだす場面が撮影された。実結と修弥の待ち合わせの時計台は、この場所に映画の大道具として設置され撮影終了時に撤去されたが、2022年3月31日までは現地でARで再現され、写真撮影が可能だった。ここでは佑人が実結に告白する場面も撮影され、この前の交差点では修弥が雨の中、繰り返し事故に遭う場面も撮影された。

千葉市緑区
- おゆみ野の遊歩道「四季のみち」…実結と佐喜子、佑人の通学シーン（冬の道）、実結が修弥を探して走るシーン（冬の道）、実結と修弥が手を繋いで歩くシーン（秋の道）などが撮影された。

東京都多摩市
- イオンシネマ多摩センター…実結と修弥がデートする映画館「AOI CINEMA（アオイシネマ）」として撮影された。

東京都品川区
- アロハテーブル大崎…トモカの誕生日に修弥たちクラスメートが集まってお祝いをしていたカフェ。途中で外から見ている実結に気付いたトモカが話しかけに来る場面が撮影された。

栃木県宇都宮市
- 宇都宮短期大学附属中学校・高等学校…実結たちが通う「葵学院高等学校」として撮影された。

横浜市南区
- 清水ケ丘公園の丘の「ゆずの木」の下 …実結と修弥が月イチ映画デートを約束した場所。退院後の修弥が実結を抱きしめるシーンなどが撮影された。